# Tanfana
Tanfana, nota anche come Tamfana o Tan, fu una dea venerata nelle regioni della Germania occidentale e nei Paesi Bassi nel I secolo d.C. Si crede che il nome Tan fosse di estrazione germanica, mentre Tanfana e Tamfana fossero le forme latinizzate. Esistono poche citazioni di questa divinità: viene citata da Tacito (ca. 56–ca. 117) per avere un tempio a lei dedicato dalle tribù germaniche dei Cherusci, dei Catti e dei Marsi, noto come templum Tanfanae. Tacito afferma anche che i Marsi la adoravano. È stata trovata anche un'iscrizione su pietra che recita "Tamfanae sacrum"  ("un'iscrizione trovata nel territorio di Napoli", secondo Grimm). Secondo il folklore fu la dea della luna fino al matrimonio, quando diventò la dea madre.
Jacob Grimm ipotizzò che il termine latinizzato Tanfana la faccia ritenere una ninfa o un qualche genere di dea madre. Fece notare che l'iscrizione aveva qualche somiglianza con quelle dedicate alla dea Nehalennia adorata nella regione della Zelanda.

## Etimologia
Esistono numerose teorie riguardo al significato originario del termine Tanfana: Tan era l'antico termine germanico usato per indicare l'acqua. In ogni caso il termine potrebbe derivare dal proto-germanico *tanhuz, ma anche dalle parole germaniche che indicavano colline e montagne. In antico olandese "tange" indica una duna di sabbia, in islandese tangi significa "cima del monte". Tanfana potrebbe essere una variante locale di numerose divinità germaniche: Perchta, Hel o Nerthus. Si pensa che comunque rappresentasse la luna o la divinità madre.
Grimm suggerisce la fa derivare anche dalle parole tanfo, truncus, secondo cui potrebbe essere "il nome di un bosco che copriva l'area di Eresburg". Pone anche l'accento sul fatto che il suffisso -ana è tipico di altri nomi femminili della regione, come Hludana, Bertana, Rapana o Madana.
In Geesten en Goden in Oud Oldenzaal, De Bruijn propone l'ipotesi che Tanfana possa essere la stessa dea cartaginese Tanit, a causa della somiglianza dei nomi e dei simboli loro associati.

## Racconti tradizionali
Esistono alcune leggende olandesi riguardanti Tanfana nell'area di Overijssel, dove si crede che una grande pietra chiamata "de Groote Steen te Oldenzaal" (la Grande Pietra di Oldenzaal) sia associata al culto di Tanfana. La Grande Pietra era originariamente situata a "Tankenberg", una collina che rappresenta il punto più elevato di Overijssel (85 metri) nella municipalità di Losser. Tankenberg potrebbe significare "Collina di Tan". La Grande Pietra venne in seguito spostata in città.
Un timbro ritrovato presso Ommen datato al 1336 nonostante il disegno pre-cristiano, mostra una figura femminile che si crede essere Tanfana (Tan) con un abete (den Tanne), ed al fianco un simbolo del sole, un felino ed un uccello. Il timbro raffigura il matrimonio di Tan sotto forma di dea della luna con il sole. In questo mito, una volta spostata, Tan diventa la dea madre. Questa immagine potrebbe essere una variante della dea cartaginese Tanit, spesso raffigurata con un simbolo solare, una mezzaluna ed un gruppo di serpenti in mano. I serpenti simboleggiano l'orbita del sole e della luna nel cielo.

## Derivati
Il nome dell'abete che la dea tiene in mano è den Tanne in antico olandese. La parola si è evoluta nell'attuale "Denneboom".
Il nome olandese di "Tanneke" deriva dal nome Tan. Esiste un antico detto olandese che riguarda Tan: "Anneke Tanneke toverheks" (magica strega Anneke Tanneke).